# Traje antiexplosivos

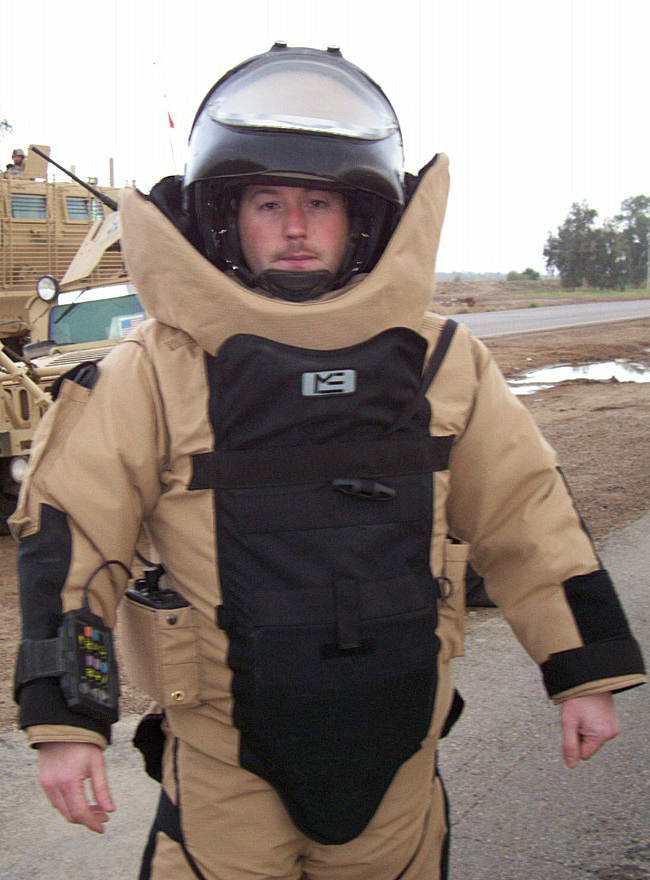
Sargento Howie Loughran, líder de una Unidad de Desactivación de Explosivos (EOD)

Un traje antiexplosivos es un pesado traje, compuesto por diversos tipos de blindaje, diseñado para resistir y proteger al usuario de la energía liberada de un artefacto explosivo (bomba).
A diferencia de las balas, que concentran toda la energía en un área pequeña, una bomba dispersa toda esta sobre una mayor superficie y con un fuerte empuje hacia el exterior. Es por ello que la totalidad del cuerpo debe ser protegida.
Debido a que está diseñado para resistir la fuerza de la explosión, es muy pesado, aparatoso y difícil de maniobrar. Esto lo hace impráctico para utilizarlo en combates y es a comúnmente utilizado por expertos en desactivación de artefactos explosivos.
Los técnicos en desactivación de explosivos - EOD (del idioma inglés Explosive Ordnance Disposal) visten este traje durante sus labores de reconocimiento y de desactivación de amenazas confirmadas. Esta configuración de diseño debe proveer un alto nivel de protección contra las esquirlas, la onda de presión, la onda térmica y efectos colaterales que ocasiona el artefacto al detonar e igualmente, no debe dificultar excesivamente la movilidad y percepción del medio circundante. 

## Amenazas múltiples
Las diversas amenazas que un artefacto explosivo improvisado, comúnmente conocido como IED (del idioma inglés Improvised Explosive Device), pueden incluir la utilización de agentes químicos y biológicos. Esto ha influido significativamente en los avances realizados desde finales de los 1990’s al diseño de los trajes y cascos. Por ejemplo, el traje y casco que componen el Med-Eng EOD 9, parten de un diseño seccionado, siendo útil como plataforma variable para adaptarse a diversas situaciones, que incluyen desde las amenazas convencionales hasta las químico/biológicas. Ésta defensa se logra con una protección interior, por medio de ropa, guantes y botas especiales, al igual que adaptando al visor del casco un aparato de respiración autónomo.